# José Eugenio Ellauri
José Eugenio Ellauri Obes (Montevideo, 1834 – Montevideo, 1894) è stato un avvocato e politico uruguaiano.
È stato Presidente dell'Uruguay dal 1º marzo 1873 al 22 gennaio 1875.